# 5864 Монгольф'є
5864 Монгольф'є (5864 Montgolfier) — астероїд головного поясу, відкритий 2 вересня 1983 року.
Тіссеранів параметр щодо Юпітера — 3,349.